# Tiếng Mân
Tiếng Mân (giản thể: 闽语; phồn thể: 閩語; bính âm: Mǐn yǔ; Bạch thoại tự: Bân gú; Bình thoại tự: Mìng ngṳ̄) là một nhóm ngôn ngữ Hán với hơn 30 triệu người nói ở các tỉnh miền nam Trung Quốc gồm Phúc Kiến, Quảng Đông (Triều Châu-Sán Đầu, bán đảo Lôi Châu, và một phần Trung Sơn), Hải Nam, ba huyện miền nam Chiết Giang, quần đảo Chu San ngoài khơi Ninh Ba, vài nơi tại Lật Dương và Giang Âm của tỉnh Giang Tô, và Đài Loan. Cái tên Mân bắt nguồn từ dòng sông Mân ở Phúc Kiến. Các dạng tiếng Mân không có tính thông hiểu lẫn nhau (mutually intelligible) với bất kỳ dạng tiếng Trung nào.
Có nhiều người nói tiếng Mân trong những cộng đồng Hoa kiều ở Đông Nam Á.
Nhiều ngôn ngữ Mân vẫn lưu giữ các đặc điểm của tiếng Hán thượng cổ, và có bằng chứng chỉ ra rằng không phải mọi ngôn ngữ Mân đều là hậu duệ trực tiếp của tiếng Hán trung cổ thời Tùy-Đường. Một cơ tầng thổ ngữ tiền-Hán tồn tại trong vốn từ tiếng Mân.

## Lịch sử
Dân Hán tràn vào Phúc Kiến sau khi Mân Việt bị quân của Hán Vũ Đế diệt vào khoảng năm 110 TCN.
Vùng này có địa thế núi non hiểm trở, nhiều sông ngắn chảy ra biển.
Hầu hết các đợt di cư từ bắc xuống nam Trung Quốc đi qua thung lũng sông Tương và sông Cám ở phía tây nên tiếng Mân chịu ít ảnh hưởng của các Hán ngữ miền Bắc hơn các nhóm Hán ngữ miền Nam khác.
Vì lẽ đó, trong khi hầu hết các dạng tiếng Hán được coi là hậu duệ của tiếng Hán trung cổ (thứ tiếng được mô tả trong vận thư như Thiết Vận (601)), tiếng Mân lại mang nhiều đặc điểm cổ xưa hơn.
Các nhà ngôn học ước tính cơ tầng cổ nhất trong các phương ngôn Mân tách khỏi tiếng Hán cổ từ thời nhà Hán. Tuy vậy, vẫn có những sự kiện ảnh hưởng của tiếng Hán đồng bằng Hoa Bắc lên tiếng Mân:
- Ngũ hồ loạn hoa thời nhà Tấn, nhất là trong loạn Vĩnh Gia năm 311, gây ra một làn sóng di cư về phương nam.
- Năm 669, Trần Chính và con trai Trần Nguyên Quang (quê Cố Thủy, Hà Nam) lập quyền ở Phúc Kiến nhằm đàn áp cuộc nổi dậy của người Xa.
- Vương Triều cai quản Phúc Kiến từ năm 893, gần cuối thời nhà Đường, mang theo hàng vạn quân từ Hà Nam. Năm 909, sau khi nhà Đường sụp đổ, con ông là Vương Thẩm Chi lập nước Mân, một trong Thập quốc thời Ngũ Đại Thập Quốc.

Jerry Norman xác định bốn lớp tầng chính trong các dạng tiếng Mân hiện đại:
1. Một cơ tầng phi Hán từ các ngôn ngữ gốc Mân Việt. Theo Norman và Mei Tsu-lin, cơ tầng này có gốc Nam Á.[8][9]
2. Cơ tầng Hán ngữ cổ nhất, du nhập từ người Chiết Giang thời nhà Hán.[10]
3. Cơ tầng Hán ngữ thời Nam-Bắc triều, khớp với mô tả trong Thiết Vận.[11]
4. Cơ tầng Hán văn dựa theo tiếng koiné ở Trường An, kinh đô nhà Đường.[12]

Laurent Sagart (2008) bất đồng với nhận định của Norman và Mei Tsu-lin, ông cho rằng lớp nền Nam Á trong tiếng Mân không tồn tại.

## Từ vựng
Hầu hết từ vựng Mân chung gốc (cognacy) với các biến thể tiếng Trung khác, nhưng cũng có một số lượng đáng kể các từ Mân bắt nguồn từ tiếng Mân nguyên thủy. Nhiều biến đổi về ngữ nghĩa đã xảy ra trong nhánh Mân, ví dụ:
- *tiaŋB 鼎 "chảo đáy tròn". Tiếng Mân bảo toàn nghĩa cũ là "nồi nấu", nhưng trong các thứ tiếng Trung khác (Hán trung đại: tengX > dǐng) lại dùng để chỉ cái đỉnh.[14]
- *dzhənA "đồng lúa". Trong tiếng Mân, từ này thay thế từ 田 tián (Hán-Việt: điền).[15][16] Nhiều học giả cho rằng từ này chung gốc với 塍 chéng (Hán trung đại: zying, Hán-Việt: trường, nghĩa là "bờ ruộng"), nhưng Norman lại cho rằng nó chung gốc với 層 céng (Hán trung đại: dzong, Hán-Việt: tầng) nghĩa là "tầng lớp", do ông quan sát thấy ruộng bậc thang rất phổ biến ở Phúc Kiến.[17]
- *tšhioC 厝 "nhà".[18] Norman cho rằng từ này chung gốc với 戍 shù (Hán trung đại: syuH, Hán-Việt: thú) nghĩa là "canh gác".[19][20] Do ban đầu, lãnh thổ Mân Việt còn là nơi biên cương đối với người Hán, nên dân cư tới sinh sống chỉ có quân đội. Chính vì vậy nên có lẽ từ 戍 ban đầu mang nghĩa "tháp canh", đã chuyển dịch ngữ nghĩa thành "nhà ở".
- *tshyiC 喙 "miệng". Trong tiếng Mân, từ này thay thế 口 kǒu (Hán-Việt: khẩu).[21] Nó có vẻ chung gốc với 喙 huì (Hán trung đại: xjwojH, Hán-Việt: uế/huế), nghĩa là "mỏ, mõm; thở hổn hển".[20]

Norman và Mei Tsu-lin cho rằng các từ Mân sau đây có nguồn gốc Nam Á:
- *-dəŋA "thầy cúng". So sánh với từ  đồng (/ɗoŋ2/) của tiếng Việt mang nghĩa "để linh hồn, quỷ thần nhập vào; liên lạc với linh hồn" và từ doŋ của tiếng Môn mang nghĩa "nhảy múa (như thể) bị ma quỷ nhập vào".[22][23]
- *kiɑnB 囝 "con trai". So sánh với từ con (/kɔn/) của tiếng Việt và kon của tiếng Môn, đều mang nghĩa là "trẻ con".[24][25]

Tuy nhiên, ý kiến của Norman và Mei Tsu-lin bị Laurent Sagart (2008) bác bỏ. Hơn nữa, nghiên cứu của Chamberlain cho rằng tiền thân Nam Á của tiếng Việt phát tích từ miền núi ở Trung Lào và Việt Nam, chứ không phải ở khu vực đồng bằng sông Hồng.
Ngoài ra, nhiều từ tiếng Mân chưa rõ nguồn gốc bao gồm:
- *khauA 骹 "bàn chân"[27]
- *-tsiɑmB 䭕 "lạt, không mùi vị"[28]
- *dzyŋC 𧚔 "mặc".[19]

### Công trình trích dẫn
- Baxter, William H.; Sagart, Laurent (2014), Old Chinese: A New Reconstruction, NXB Đại học Oxford, ISBN 978-0-19-994537-5.
- Bodman, Nicholas C. (1985), "The Reflexes of Initial Nasals in Proto-Southern Min-Hingua", trong Acson, Veneeta; Leed, Richard L. (biên tập), For Gordon H. Fairbanks, Oceanic Linguistics Special Publications, quyển 20, NXB Đại học Hawaii, tr. 2–20, ISBN 978-0-8248-0992-8, JSTOR 20006706.
- Branner, David Prager (2000), Problems in Comparative Chinese Dialectology—the Classification of Miin and Hakka [Các vấn đề trong Phương ngữ học So sánh Hán ngữ-Phân loại tiếng Mân và tiếng Khách Gia] (PDF), Trends in Linguistics series, quyển 123, Berlin: Mouton de Gruyter, ISBN 978-3-11-015831-1, Bản gốc (PDF) lưu trữ ngày 16 tháng 1 năm 2019, truy cập ngày 26 tháng 1 năm 2022.
- Chang, Kuang-yu (1986), Comparative Min phonology (Ph.D.), Đại học California, Berkeley.
- Kurpaska, Maria (2010), Chinese Language(s): A Look Through the Prism of "The Great Dictionary of Modern Chinese Dialects", Walter de Gruyter, ISBN 978-3-11-021914-2.
- Li, Rulong 李如龙; Chen, Zhangtai 陈章太 (1991), "Lùn Mǐn fāngyán nèibù de zhǔyào chāyì" 论闽方言内部的主要差异 [Luận về khác biệt chính giữa các phương ngữ Mân], trong Chen, Zhangtai; Li, Rulong (biên tập), Mǐnyǔ yánjiū 闽语硏究 [Mân ngữ nghiên cứu], Beijing: Yuwen Chubanshe, tr. 58–138, ISBN 978-7-80006-309-1.
- Lien, Chinfa (2015), "Min languages", trong Wang, William S.-Y.; Sun, Chaofen (biên tập), The Oxford Handbook of Chinese Linguistics, NXB Đại học Oxford, tr. 160–172, ISBN 978-0-19-985633-6.
- Norman, Jerry (1973), "Tonal development in Min", Journal of Chinese Linguistics, 1 (2): 222–238, JSTOR 23749795.
- ——— (1988), Chinese, Cambridge: NXB Đại học Cambridge, ISBN 978-0-521-29653-3.
- ——— (1991), "The Mǐn dialects in historical perspective", trong Wang, William S.-Y. (biên tập), Languages and Dialects of China, Journal of Chinese Linguistics Monograph Series, quyển 3, Chinese University Press, tr. 325–360, JSTOR 23827042, OCLC 600555701.
- ——— (2003), "The Chinese dialects: phonology", trong Thurgood, Graham; LaPolla, Randy J. (biên tập), The Sino-Tibetan languages, Routledge, tr. 72–83, ISBN 978-0-7007-1129-1.
- Norman, Jerry; Mei, Tsu-lin (1976), "The Austroasiatics in Ancient South China: Some Lexical Evidence [Người Nam Á ở miền Nam Trung Quốc cổ đại: Vài chứng cứ từ vựng]" (PDF), Monumenta Serica, 32: 274–301, doi:10.1080/02549948.1976.11731121, JSTOR 40726203.
- Simons, Gary F.; Fennig, Charles D., biên tập (2017), Ethnologue: Languages of the World (ấn bản thứ 20), Dallas, Texas: SIL International.
- Ting, Pang-Hsin (1983), "Derivation time of colloquial Min from Archaic Chinese", Bulletin of the Institute of History and Philology, 54 (4): 1–14.
- Yan, Margaret Mian (2006), Introduction to Chinese Dialectology, LINCOM Europa, ISBN 978-3-89586-629-6.
- Yue, Anne O. (2003), "Chinese dialects: grammar", trong Thurgood, Graham; LaPolla, Randy J. (biên tập), The Sino-Tibetan languages, Routledge, tr. 84–125, ISBN 978-0-7007-1129-1.
- Zhang, Zhenxing (1987), "Min Supergroup", trong Wurm, Stephen Adolphe; Li, Rong; Baumann, Theo; Lee, Mei W. (biên tập), Trung Quốc ngữ ngôn địa đồ tập, Lee, Mei W. biên dịch, Longman, B-12, ISBN 978-962-359-085-3.